# آگوستا امریتا
آگوستا امریتا (انگلیسی: Augusta Emerita)که به آن «امریتا آگوستا» نیز گفته می‌شودیک شهر باستانی و مستعمره رومی بود که در ۲۵ قبل از میلاد به‌دستور امپراتور آگوستوس و به‌دست فرمانده‌اش پوبلیوس کاریسیوس بنیان‌گذاری شد. هدف از تأسیس این شهر، اسکان سربازان بازنشسته (امریتی) از لژیون‌های دهم جِمینا و پنجم آلاودائه بود که در جنگ‌های کانتابری شرکت کرده بودند.

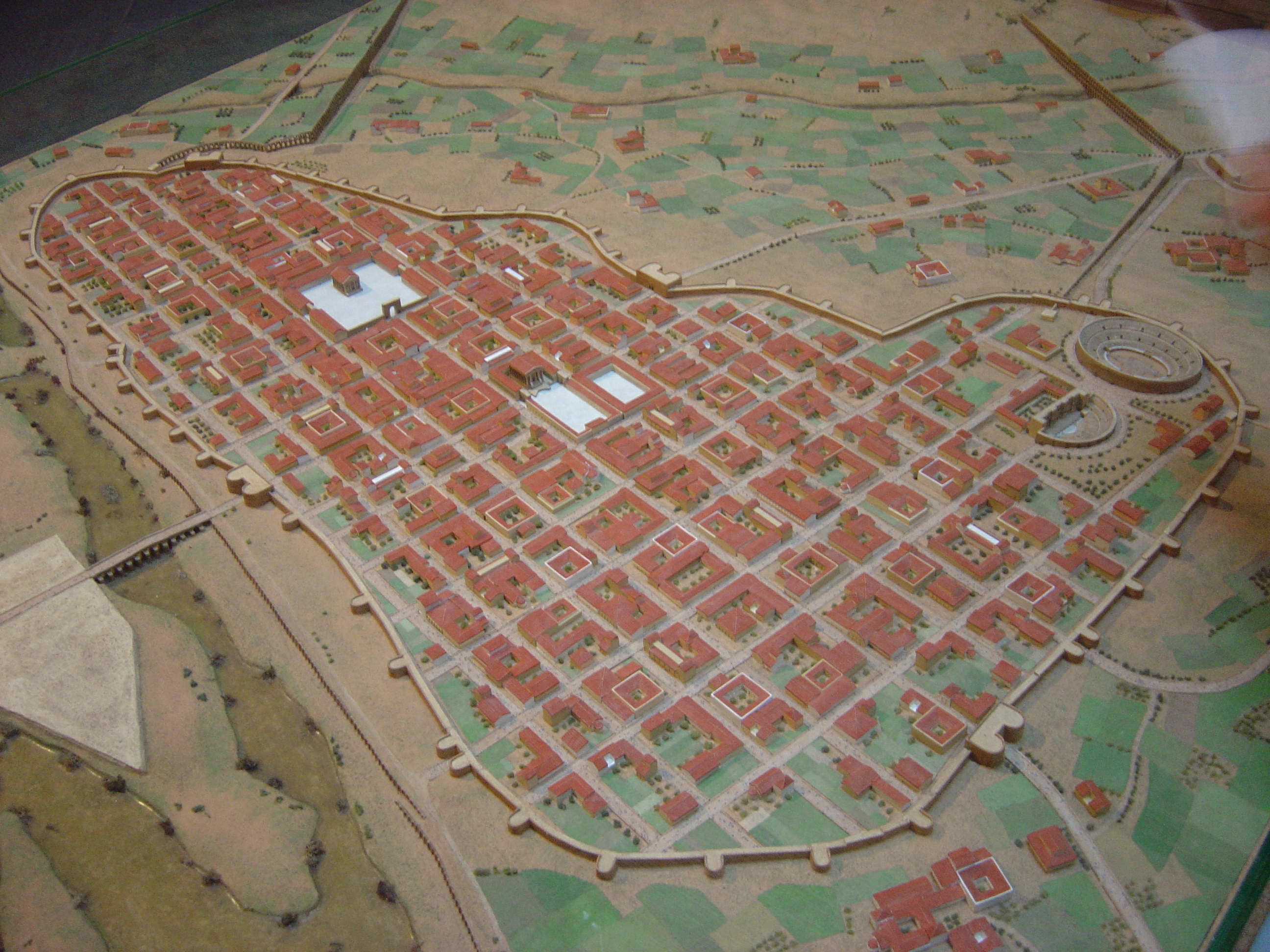
آگوستا امریتا. تئاتر و آمفی تئاتر در سمت راست، در امتداد دیوار شهر قابل مشاهده هستند.

از حدود سال ۱۵ پیش از میلاد، این شهر به عنوان پایتخت استان جدید لوسیتانیا انتخاب شد و از اواخر سده‌ی سوم میلادی نیز به عنوان پایتخت اسقف‌نشین اسپانیا شناخته می‌شد. این شهر به قبیله‌ی رومی پاپیریا (Papiria) وابسته بود.
این شهر در محل تلاقی چندین مسیر مهم قرار داشت. نزدیک گذرگاهی از رودخانه گوادیانا نشست. جاده‌های رومی شهر را از غرب به فلیسیتاس جولیا اولیسیپو (لیسبون)، از جنوب به سویل، شمال غربی به منطقه معدن طلا و به کوردوبا (کوردووا) وتولدو متصل می‌کرد.
شهر امروزی مِریدا در اسپانیا، همان شهر باستانی آگوستا امریتا است. مجموعه باستان‌شناسی مریدا در این شهر باستانی در سال ۱۹۹۳ از سوی یونسکو به عنوان میراث جهانی ثبت شد.

## معماری و شهرسازی

### تئاتر رومی
این تئاتر از ۱۶ تا ۱۵ قبل از میلاد ساخته شد و توسط کنسول مارکوس ویپسانیوس آگریپا وقف گرفته شد.این مکان برای حدود ۶۰۰۰ تماشاگر جایگاه دارد. در اواخر قرن اول یا اوایل قرن دوم پس از میلاد، احتمالاً توسط امپراتور تراژان بازسازی شد.و یا هادریانبعداً بین سال‌های ۳۳۰ تا ۳۴۰ در زمان سلطنت کنستانتین و پسرانش دوباره بازسازی شد، زمانی که مسیری در اطراف بنا و عناصر تزئینی جدید اضافه شد. متعاقباً، با ظهور مسیحیت به عنوان یگانه دین دولتی روم، نمایش‌های تئاتری رسماً غیراخلاقی اعلام شد: تئاتر متروکه شد و قسمت اعظم بافت آن با خاک پوشانده شد و تنها طبقات بالای صندلی‌های آن در ("بالاترین قفس") باقی ماند. در سنت اسپانیایی، اینها به عنوان "هفت صندلی" شناخته می‌شدند که در آن تصور می‌شود چندین پادشاه مور برای تصمیم‌گیری در مورد سرنوشت شهر درآنجا دربار برگزار می‌کردند.

### آمفی تئاتر رومی

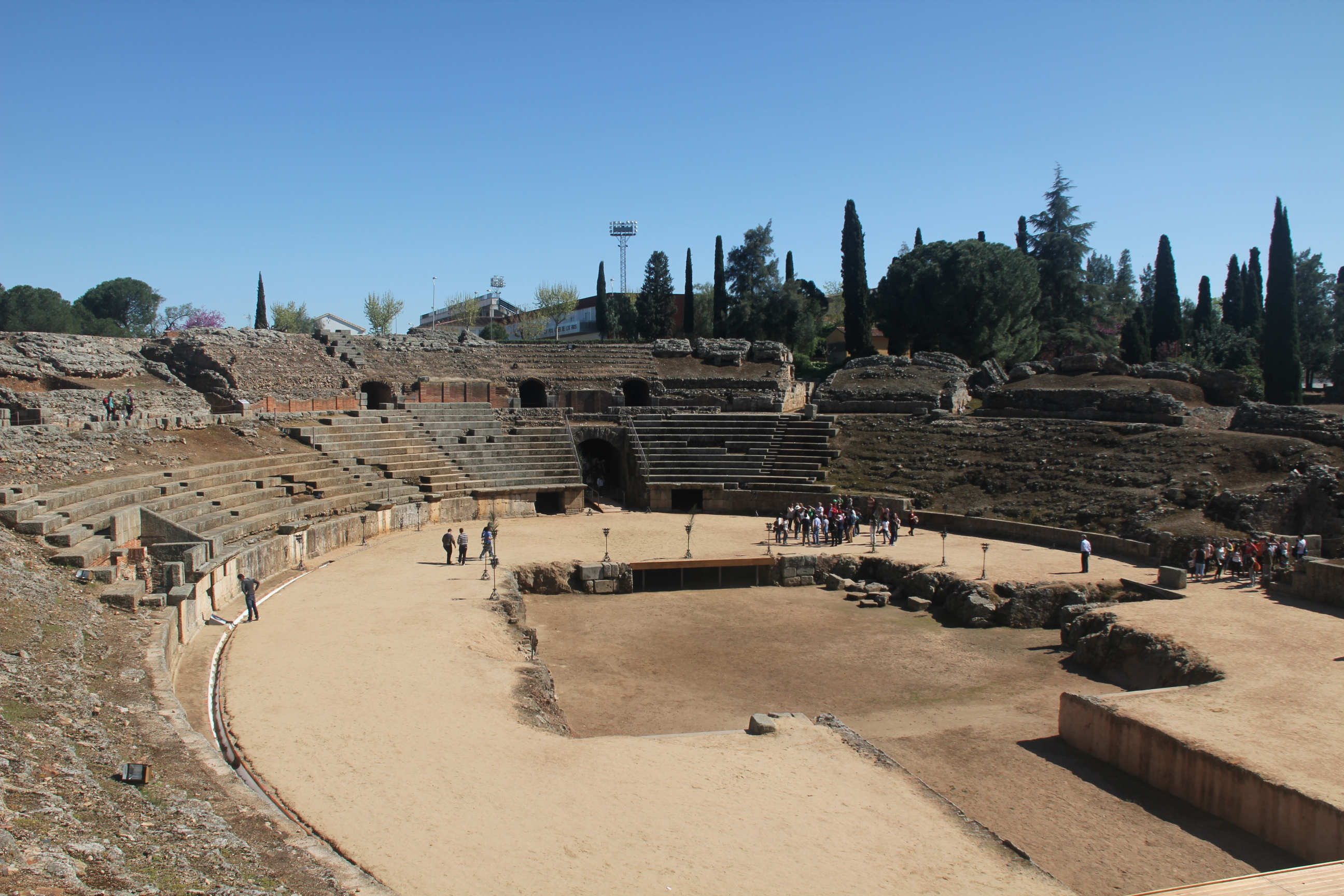
آمفی تئاتر رومی

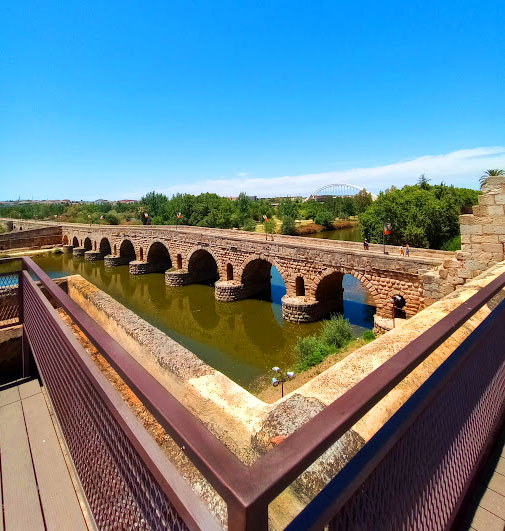
پل رومی در مریدا از آلکازابا دیده می‌شود

این آمفی تئاتر در ۸ قبل از میلاد برای استفاده در مسابقات گلادیاتوری و شکار حیوانات اختصاص داده شد. این سالن دارای یک میدان بیضی شکل است که با صندلی‌های طبقه ای برای حدود ۱۵۰۰۰ تماشاگر احاطه شده است که بر اساس الزامات ایدئولوژی آگوستا تقسیم شده است: پایین‌ترین صندلی‌ها برای تماشاگران دارای بالاترین وضعیت در نظر گرفته شده بود. فقط این پایین‌ترین طبقات زنده می‌مانند. هنگامی که بازی‌ها از بین رفتند، سنگ لایه‌های بالایی برای استفاده در جاهای دیگر استخراج شد.

### سیرک رومی
سیرک آگوستا امریتا حدود ۲۰ سال قبل از میلاد ساخته شد و سالها قبل از وقف آن حدود ۳۰ سال بعد، احتمالاً در زمان سلطنت جانشین آگوستوس، تیبریوس مورد استفاده قرار گرفت. خارج از دیوارهای شهر، در کنار جاده‌ای که بازنشسته در کوردوبا ( کوردوبا) را به تولتوم (تولدو متصل می‌کرد). پله‌های میدان به شکل U کشیده بود که یک انتهای آن نیم دایره و دیگری صاف بود. یک «اسپینا» در طول یک شکاف مرکزی را در داخل تشکیل می‌داد تا یک مسیر پیوسته برای دو اسبو چهار اسب ارابه‌سواری باشد.پیست توسط "سله"‌های سطح زمین، با پایه‌های طبقه‌بندی شده در بالا احاطه شده بود. سیرک با طول حدود ۴۰۰ متر و عرض ۱۰۰ متر، بزرگ‌ترین ساختمان شهر بود و می‌توانست حدود ۳۰۰۰۰ تماشاگر را در خود جای دهد – کل جمعیت شهر، کم و بیش. مانند بیشتر سیرک‌های امپراتوری روم، سیرک مریدا شبیه یک نسخه کوچک شده از سیرک ماکسیموس رم بود.

### پل رومی بر فراز گوادیانا
پل را می‌توان نقطه کانونی شهر دانست. به یکی از شریان‌های اصلی مستعمره، دکومانوس ماکسیموس یا خیابان اصلی شرقی-غربی نمونه‌ای از سکونتگاه‌های رومی متصل می‌شود.
مکان پل به دقت در مسیر رودخانه گوادیانا انتخاب شد، که به عنوان تکیه گاه یک جزیره مرکزی را ارائه می‌دهد که آن را به دو کانال تقسیم می‌کند. ساختار اصلی تداوم فعلی را فراهم نمی‌کرد، زیرا از دو بخش طاق تشکیل شده بود که در جزیره توسط یک استارلینگ بزرگ به هم متصل شده بودند. این قوس در قرن هفدهم پس از سیل در سال ۱۶۰۳ که به بخشی از سازه آسیب رساند، جایگزین آن شد. در دوران روم، طول چندین بار افزایش یافت و حداقل پنج بخش متوالی طاق اضافه شد تا جاده در طول سیل دوره ای گوادیانا قطع نشود. طول این پل در مجموع ۷۹۲ متر است که آن را به یکی از بزرگ‌ترین پل‌های بازمانده از دوران باستان تبدیل می‌کند.

### معبد دیانا

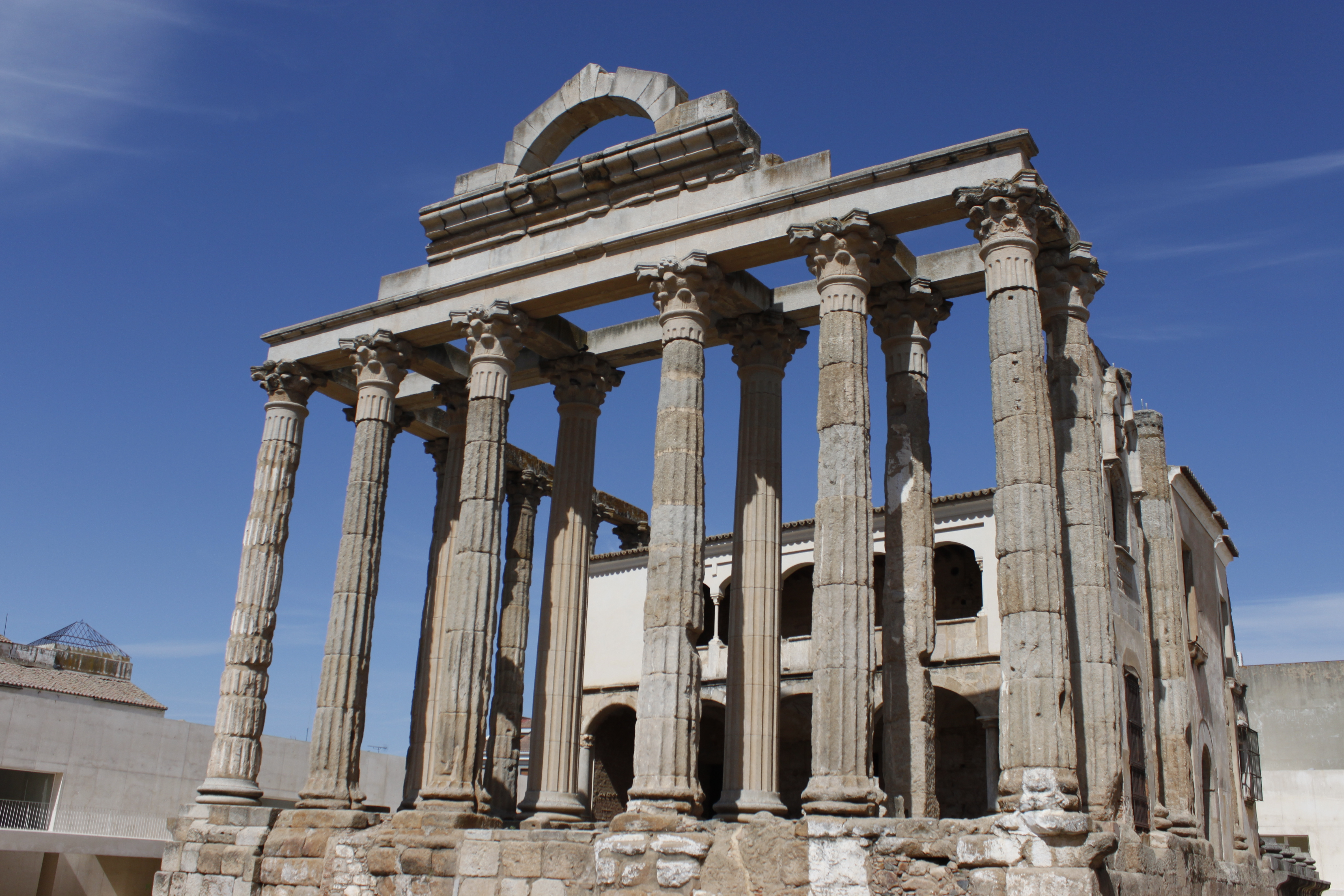
معبد رومی در دیانا

این معبد یک ساختمان شهرداری متعلق به شهر  انجمن است. این یکی از معدود بناهای مذهبی است که در وضعیت رضایت بخشی حفظ شده است. علیرغم نام آن، که به اشتباه در کشف آن تعیین شده بود، این ساختمان به فرقه امپراتوری اختصاص داده شد.در اواخر قرن اول پیش از میلاد یا اوایل دوران آگوست ساخته شد. در قرن شانزدهم بعد از میلاد تا حدی برای کاخ کنت کوربوس مجدداً استفاده شد.

### طاق تراژان

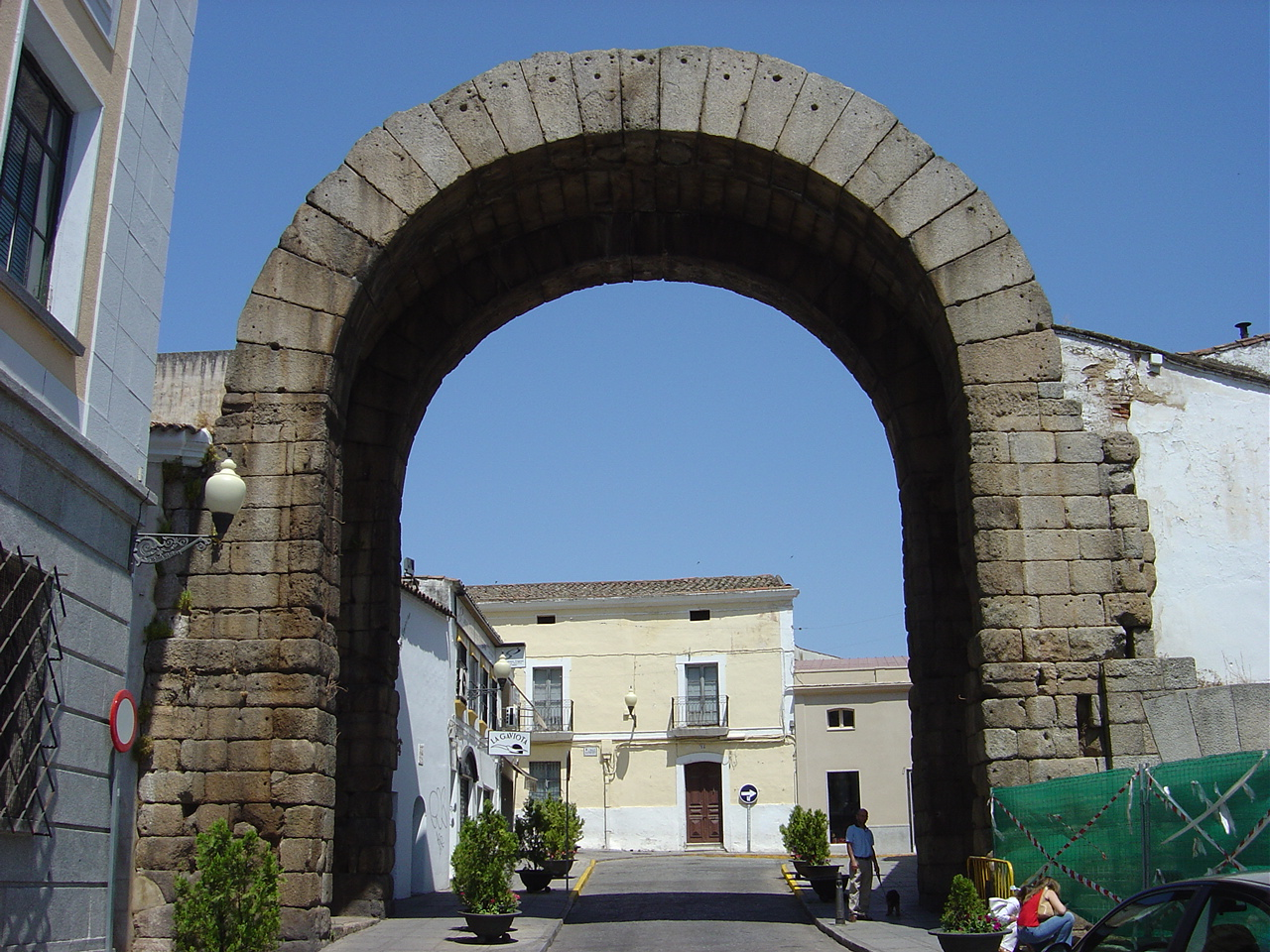
طاق تراژان

یک طاق ورودی، احتمالاً به مجمع استان. در کاردو ماکسیموس یکی از خیابان‌های اصلی شهر قرار داشت و آن را به انجمن شهرداری متصل می‌کرد. ساخته شده از گرانیت و روکش اصلی آن با سنگ مرمر، دارای ابعاد ۱۳٫۹۷ متر (۴۵٫۸ فوت) ارتفاع، ۵٫۷۰ متر (۱۸٫۷ فوت) عرض و ۸٫۶۷ متر (۲۸٫۴ فوت) قطر داخلی است. اعتقاد بر این است که این یک شخصیت پیروزمندانه دارد، اگرچه می‌تواند به عنوان مقدمه ای برای مجمع استانی نیز باشد. نام آن خودسرانه است، زیرا کتیبه یادبود قرن‌ها پیش گم شده است.

### خانه میترائوم
این ساختمان به‌طور اتفاقی در اوایل دهه ۱۹۶۰ پیدا شد و در دامنه جنوبی کوه سن آلبین قرار دارد. نزدیکی آن به محل مریدا میترائوم منجر به نام فعلی آن شد. کل خانه در بلوک‌هایی از سنگ کار نشده با گوشه‌های تقویت شده ساخته شده بود. این خانه پریستایل را با فضای داخلی باغ و اتاقی از موزاییک کیهانی معروف بخش غربی را نشان می‌دهد، نمایشی تمثیلی از عناصر طبیعت (رودخانه‌ها، بادها و غیره) که توسط شکل آیون. این مجموعه به تازگی مسقف و بازسازی شده است.
همان‌طور که در بالا ذکر شد، آن را میترائوم واقعی نمی‌دانند، بلکه یک خانه در نظر گرفته می‌شود. بقایای میترائوم از سربالایی آن در طرحی مطابق با جریان حلقه گاوبازی قرار دارد. این سایت نمونه‌های برجسته ای از بقایای میترائیسم را ارائه کرده است. به گفته پروفسور جیمی آلوارز دانشگاه چارلز سوم مادرید، قدیمی‌ترین آثار باستانی میترائوم در خارج از رم مشاهده می‌شود و مریدا «در رأس مکان‌های استانی است که این آیین در آن‌ها مواجه می‌شود». این مجسمه‌ها در حال حاضر در موزه ملی هنر رومی در مریدا قرار دارند، از جمله آخرین بقایای کشف شده در حفاری‌های اخیر در سال ۲۰۰۳. او خاطرنشان می‌کند که برخی از مجسمه‌هایی که در این مکان کشف شده‌اند در وضعیت بسیار خوبی هستند، و او را به این باور رساند که این مجسمه‌ها هستند. «از عمد پنهان شده است».

### کلومباریوم‌ها

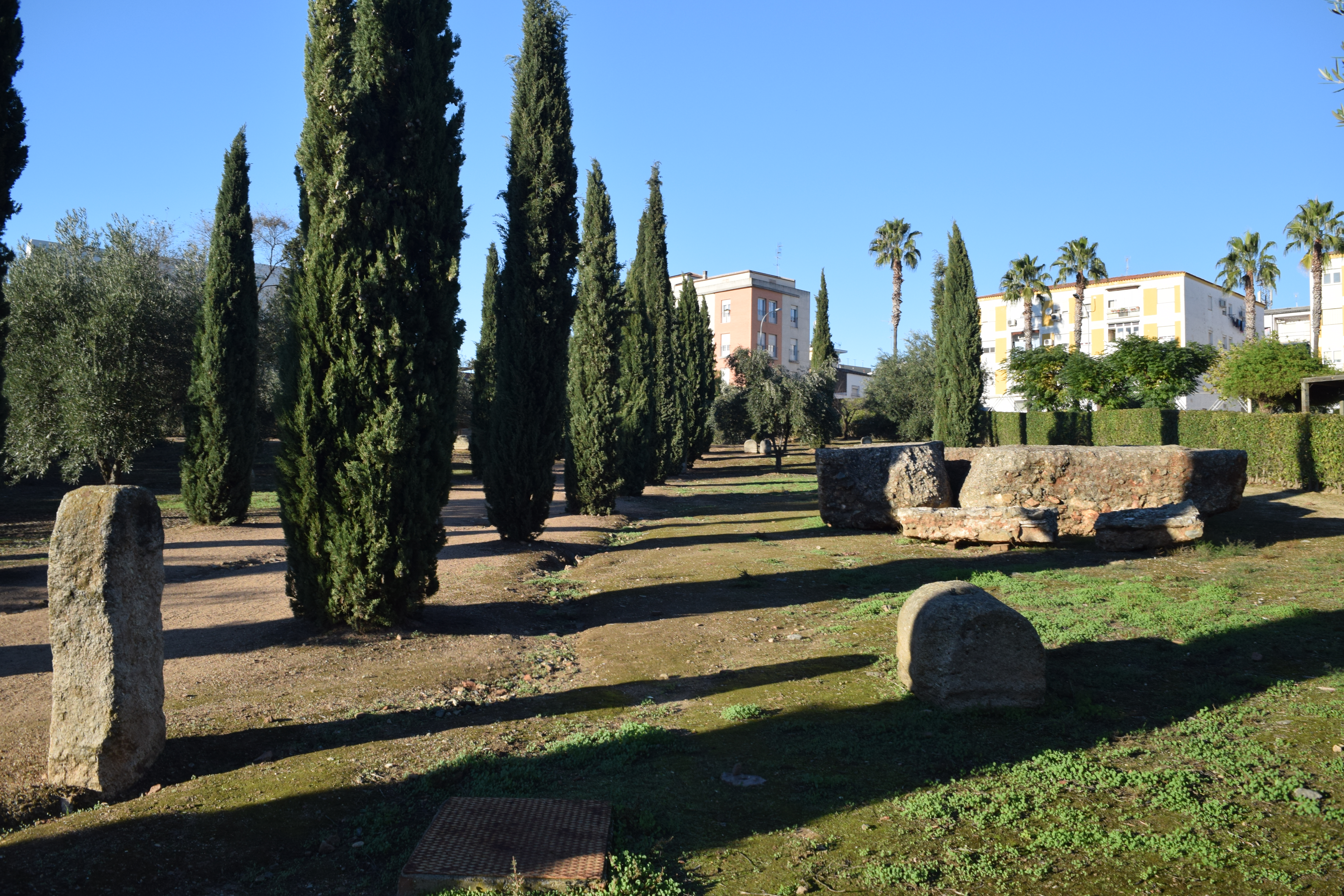
کلمباریا رومی

کلمباریوم دو ساختمان تشییع جنازه بدون سقف، بخشی از یک گورستان در خارج از دیوارهای شهر رومی هستند. هر دو بهترین نمونه از ساخت و سازهای تدفین در امریتا هستند. مصالح به کار رفته در ساخت ساختمان سنگ کار نشده و گرانیت برای نشیمنگاه می‌باشد. هر دو ساختمان هویت خود را حفظ کرده‌اند نقوش اصلی تیره (خانواده‌ها) که مالک آن‌ها بودند، ووکونیا و جولیا.
اخیراً این منطقه به عنوان تفرجگاه و پارک در مورد ارتباط با مرگ ساکنان مریدا ترتیب داده شده است. نقل قول‌های اپیکوریان و رواقی‌ها در تابلوها نمایش داده می‌شوند و بقایای مقبره و درختان با تابلوهایی مخلوط می‌شوند که روش‌های تشییع جنازه رومی را توضیح می‌دهند. دو مقبره رومی نیز در همین محل قرار دارند. در طول دهه ۱۹۷۰، این محله فقیر نشین یک خانواده قلع‌کار بود.
دسترسی به این منطقه از طریق خانه مریدا میترائوم امکان‌پذیر است.

## منطقه‌های محافظت شده
اینها مکان‌های حفاظت شده گروه باستان‌شناسی مریدا هستند که توسط فهرست شده استUNESCO:
| کد      | نام                                          | مکان  |  |
| ------- | -------------------------------------------- | ----- |  |
| ۶۶۴–۰۰۱ | قنات معجزات                                  | مریدا |  |
| ۶۶۴–۰۰۲ | قنات سان لازارو                              | مریدا |  |
| ۰۰۳–۶۶۴ | پل فاضلاب                                    | مریدا |  |
| ۶۶۴–۰۰۴ | سد رودخانه گوادیانا، پل رومی، آلکازبا        | مریدا |  |
| ۶۶۴–۰۰۵ | تئاتر رومی، آمفی‌تئاتر، خانه آمفی‌تئاتر        | مریدا |  |
| ۶۶۴–۰۰۶ | طاق تراژان، معبد کنکوردیا                    | مریدا |  |
| ۶۶۴–۰۰۷ | بازیلیکای سنت کاترین (زنودوکیوم)             | مریدا |  |
| ۶۶۴–۰۰۸ | خانه باسیلیکا هررا                           | مریدا |  |
| ۶۶۴–۰۰۹ | مرکز تفسیر کلیسای سانتا اولالیا: , معبد مارس | مریدا |  |
| ۶۶۴–۰۱۰ | سیرک رومی                                    | مریدا |  |
| ۶۶۴–۰۱۱ | خانه میترائوم، منطقه تشییع جنازه کلمباریا    | مریدا |  |
| ۶۶۴–۰۱۲ | کلیسای سانتا کلارا و مجموعه هنری ویزیگوتیک   | مریدا |  |
| ۶۶۴–۰۱۳ | سد کورنالوو                                  | مریدا |  |
| ۶۶۴–۰۱۴ | سد پروسرپینا                                 | مریدا |  |
| ۶۶۴–۰۱۵ | فروم رومی                                    | مریدا |  |
| ۶۶۴–۰۱۶ | دیوار رومی و برج اسلامی آلبارانا             | مریدا |  |
| ۶۶۴–۰۱۷ | موزه ملی هنر رومی                            | مریدا |  |
| ۶۶۴–۰۱۸ | ابلیسک سنت اولالیا                           | مریدا |  |
| ۶۶۴–۰۱۹ | پل رومی روی رودخانه آلبارگاس                 | مریدا |  |
| ۶۶۴–۰۲۰ | معبد دیانا                                   | مریدا |  |
| ۶۶۴–۰۲۱ | حمام‌های حرارتی در خیابان پادشاهان هورتاس     | مریدا |  |
| ۶۶۴–۰۲۲ | حمام‌های حرارتی در آلانژ                      | آلانژ |  |

## جسارت‌های وابسته
- کتابخانه ملی اسپانیا